# 托坎廷斯州帕尔梅拉斯
托坎廷斯州帕尔梅拉斯（葡萄牙語：Palmeiras do Tocantins）是巴西托坎廷斯州的一个市镇。总面积747.895平方公里，总人口4542人，人口密度6.1人/平方公里。